# No One Like You
No One Like You – piosenka rockowa zespołu Scorpions, wydana w 1982 roku jako singel promujący album Blackout.

## Powstanie
Piosenkę skomponował Rudolf Schenker pod koniec lat siedemdziesiątych. Zdaniem Schenkera utwór najbardziej udanie brzmiał grany wspólnie z Matthiasem Jabsem, który umieścił w nim charakterystyczne solo gitarowe. Klaus Meine mimo obiekcji zgodził się napisać tekst.
Do utworu nakręcono teledysk. Zdjęcia były realizowane w Alcatraz i San Francisco. Ujęcia w Alcatraz kręcono w nocy, a rekwizytem było niesprawne krzesło elektryczne.

## Odbiór
Utwór przyczynił się do wzrostu popularności Scorpions w Stanach Zjednoczonych, osiągając pierwsze miejsce na liście Mainstream Rock. Był także notowany na liście Hot 100.
| Lista             | Pozycja | Źródło |
| ----------------- | ------- | ------ |
| Kanada            | 49      | [ 4 ]  |
| Niemcy            | 40      | [ 5 ]  |
| Polska            | 3       | [ 6 ]  |
| Stany Zjednoczone | 65      | [ 3 ]  |
| Wielka Brytania   | 64      | [ 3 ]  |